# Cosmochimie
Cosmochimia  sau chimia cosmologică este o ramură a chimiei și a cosmologiei care se ocupă cu studiul compoziției chimice a materiei din Univers și a proceselor care au dus la formarea acesteia. În principal, se ocupă cu studiul compoziției chimice a meteoriților și a altor eșantioane fizice ce provin din spațiu. Având în vedere faptul că asteroizii provin din primele corpuri solide care s-au format din nebuloasa solară timpurie ca materie solidă, cosmochimia are ca obiect de activitate (în particular, dar nu exclusiv) astfel de obiecte prezente în Sistemul solar.

## Etimologie
Denumirea provine din combinarea termenilor din greaca veche: κόσμος kósmos, „univers” și χημεία khemeía, „chimie”.

## Istoric
În 1938, mineralogul Victor Goldschmidt și colegii săi au realizat o listă a ceea ce ei numeau „abundență cosmică” a elementelor, bazată pe analiza mai multor probe terestre sau de meteoriți. Goldschmidt justifica includerea datelor referitoare la compoziția meteoriților în tabelele sale prin aceea că rocile de origine terestră ar fi suferit alterări chimice importante, atât în urma proceselor geologice, cât și la contactul cu atmosfera. Prin acesta, el sublinia faptul că studiul exclusiv al rocilor terestre nu va conduce la o imagine de ansamblu corectă în ceea ce privește compoziția chimică a Universului. Prin urmare, Goldschmidt a concluzionat că materia extraterestră trebuie înclusă în aceste studii, pentru a se obține date mai precise și mai corecte. Aceste cercetări au constituit bazele cosmochimiei moderne.
Cosmochimia a devenit recunoscută ca știință de sine stătătoare abia în1950–1960. Harold Urey, un alt pionier al cosmochimiei, s-a angajat în cercetări care – în cele din urmă – au condus la o înțelegere a originii elementelor și a abundenței chimice a Stelelor. În 1956, Urey și colegul său, omul de știință german Hans Suess, au publicat primul tabel al abundențelor izotopice cosmice în baza analizei meteoriților.
Dezvoltarea continuă a instrumentelor analitice în anii '60 (în principal, spectrometrele de masă) a permis cosmochimiștilor să efectueze analize detaliate asupra abundenței izotopice a elementelor din meteoriti. în 1960, John Reynolds a determinat, prin analiza radionuclizilor de viață scurtă prezenți în meteoriți, că elementele Sistemului Solar au fost formate înainte de Sistemul solar însuși, începându-se stabilrea unei scări temporale asupra proceselor cosmochimice la începuturile Sistemului solar.

## Meteoriții

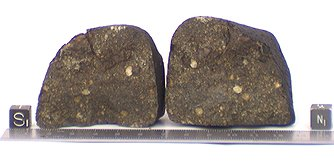
Meteoriții sunt adesea studiați în cadrul cosmochimiei.

Meteoriții reprezintă unul dintre cele mai importante instrumente pe care cosmochimia îl are la dispoziție pentru studierea naturii chimice a Sistemului solar. Mulți meteoriți provin dintr-un material la fel de vechi precum Sistemul solar însuși, oferind astfel oamenilor de știință informații referitoare la nebuloasa solară timpurie. Anumiți meteoriți pietroși au păstrat multe dintre proprietățile chimice de la formarea lor în urmă cu 4,56 miliarde de ani și – prin urmare – sunt un punct central al investigației cosmochimice.
Cei mai vechi meteoriți conțin – de asemenea – o cantitate redusă (<0,1%) de granule presolare, materie existentă anterior formării Sistemului solar și care derivă direct din resturile supernovelor individuale care au furnizat praful care a format Sistemul Solar. Această materie este recunoscută pentru compoziția chimică exotică, diferită de cea a Sistemul solar (cum ar fi matrici de grafit, diamant sau carbură de siliciu). În plus, raporturile izotopice elementale sunt diferite de cele din restul Sistemului Solar (în special, din Soare) și diferă de la un caz la altul, indicând un număr variabil de evenimente precum explozii ale supernovelor. Meteoriții mai pot conține granule de praf interstelar, care au fost colectate din elementele non-gazoase prezente în mediul interstelar,sub formă de praf cosmic compozit (praf stelar).
Descoperiri recente ale NASA, bazate pe studiul meteoriților găsiși pe Pămândt, sugerează faptul că părți componente ale ADN-ului și ARN-ului (adenină, guanină și molecule organice înrudite), unități constitutive ale vieții așa cum este conoscută, s-ar fi putut forma în afara spațiului terestru.

## Cometele

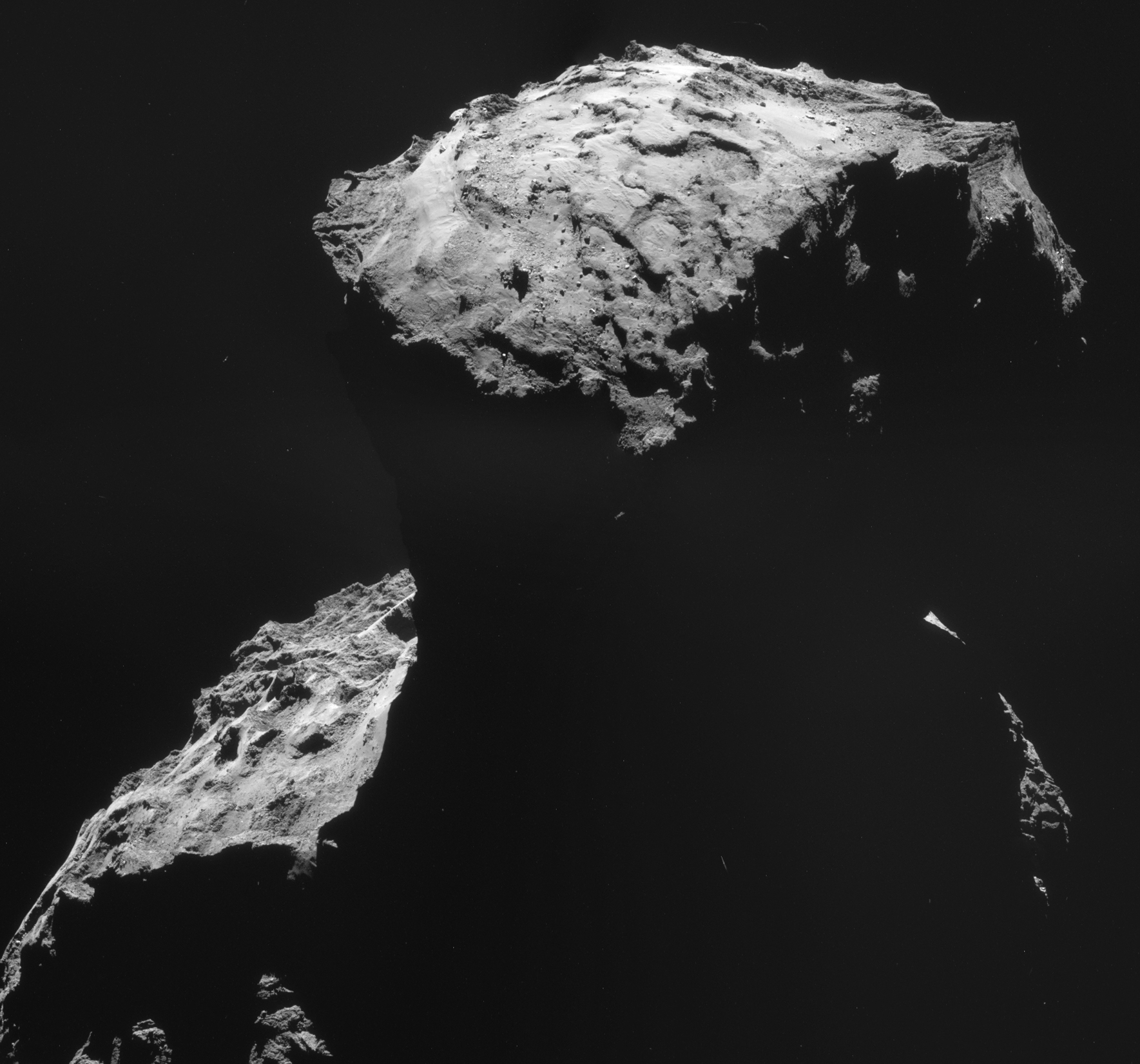
Cometa 67P/Ciuriumov-Gherasimenko

La 30 iulie 2015, oamenii de știință au raportat că, la prima atingere a suprafeței cometei 67P/Ciuriumov-Gherasimenko, măsurătorile efectuate de instrumentele COSAC și Ptolemeu ale sondei Philae au indicat prezența a nu mai puțin de șaisprezece compuși organici (printre care acetamidă, acetonă, izocianat de metil și propanal), patru patru dintre acestea fiind identificate pentru prima dată pe o cometă.